# Impasse Sandrié
Impasse Sandrié är en återvändsgata i Quartier de la Chaussée-d'Antin i Paris nionde arrondissement. Gatan är uppkallad efter en viss Jérôme Sandrié, som lät anlägga gatan år 1775. Impasse Sandrié börjar vid Place Charles-Garnier och slutar vid Square de l'Opéra-Louis-Jouvet.

## Bilder
| - Église de la Madeleine. - L'Opéra Garnier. |

## Omgivningar
- Église de la Madeleine
- L'Opéra Garnier

## Kommunikationer
- Tunnelbana – linjerna    – Opéra
- Busshållplats Opéra – Paris bussnät

### Webbkällor
- ”Impasse Sandrié”. Mairie de Paris. https://web.archive.org/web/20160303181205/http://www.v2asp.paris.fr/commun/v2asp/v2/nomenclature_voies/Voieactu/8448.nom.htm. Läst 14 oktober 2023.
- ”Impasse Sandrié”. Les rues de Paris. https://web.archive.org/web/20190929074503/http://www.parisrues.com/rues09/paris-09-impasse-sandrie.html. Läst 14 oktober 2023.